# Willy Seewald
Willy Seewald, född 5 oktober 1900, död 2 februari 1929, var en friidrottare från Brasilien. Han deltog i 
spjutkastning vid olympiska sommarspelen 1924.